# Moukoma
Moukoma, également orthographié Moukouma, est une commune rurale du département de Bobo-Dioulasso de la province du Houet dans la région du Hauts-Bassins au Burkina Faso.

## Géographie
Moukoma est située dans le 2e arrondissement du département de Bobo-Dioulasso, à 22 km du centre de Bobo-Dioulasso.

## Histoire
Moukoma est issue de la scission administrative en 2012 de la commune de Panamasso localisée 4 km au nord.

## Éducation et santé
La commune de Moukoma accueille un centre de santé et de promotion sociale (CSPS).